# Venezillo beebei
Venezillo beebei är en kräftdjursart som först beskrevs av Van Name 1924.  Venezillo beebei ingår i släktet Venezillo och familjen Armadillidae. Inga underarter finns listade i Catalogue of Life.